# Америка (Ріо-де-Жанейро)
«Футбольний клуб Америка» (порт. America Football Club), або просто «Америка» — бразильський футбольний клуб з Мескіти в штаті Ріо-де-Жанейро, який був заснований 18 вересня 1904 року. Семиразовий переможець Ліги Каріока. 
Сезон 2019 року провів у другому дивизионі Ліги Каріока, де зайняв друге місце і підвищився у класі.
Домашній стадіон клубу — «Естадіо Жуліте Коутінью», який вміщує 16000 глядачів.

## Досягнення

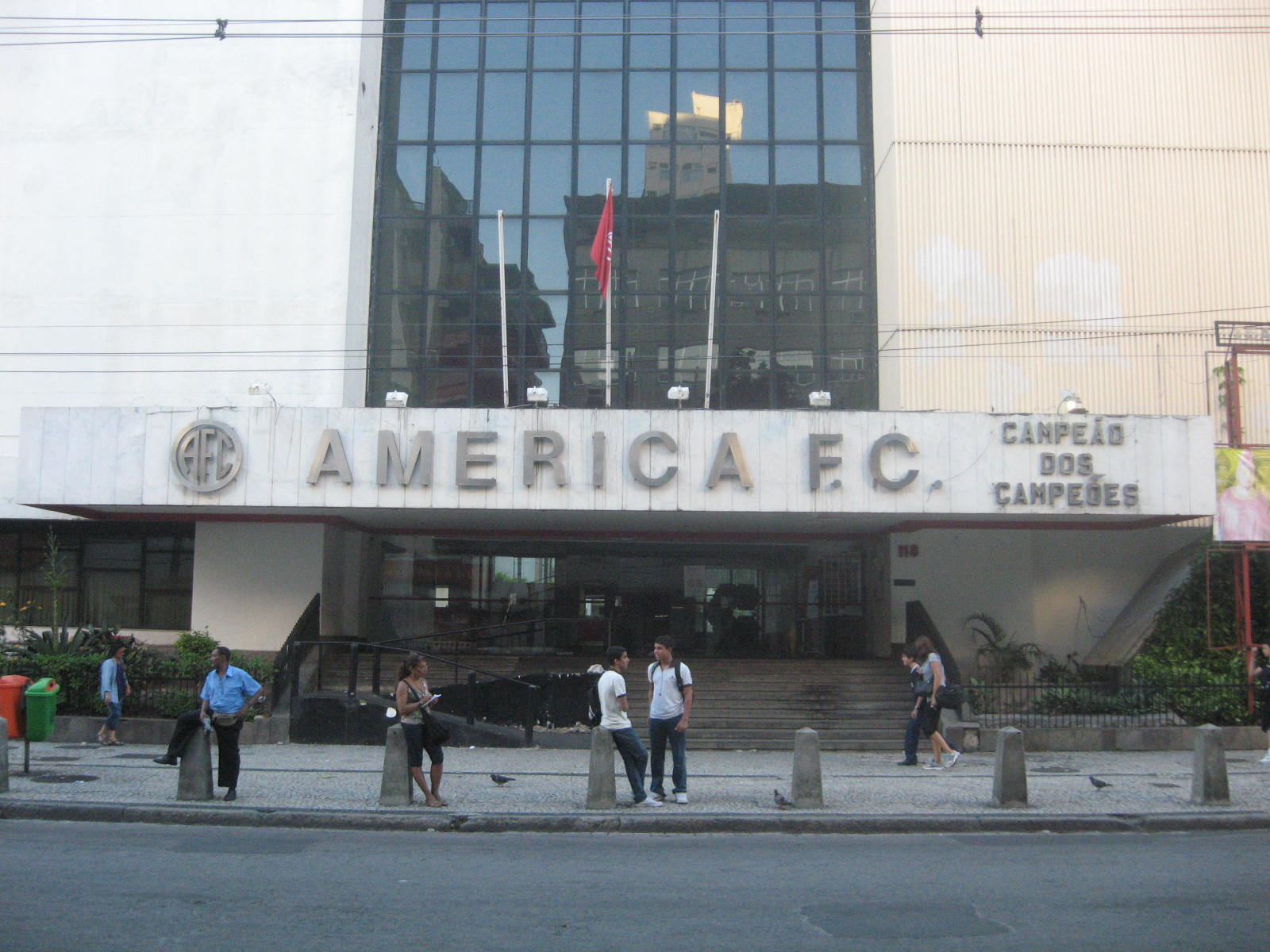
Штаб-квартира «Америки» до 2014 року

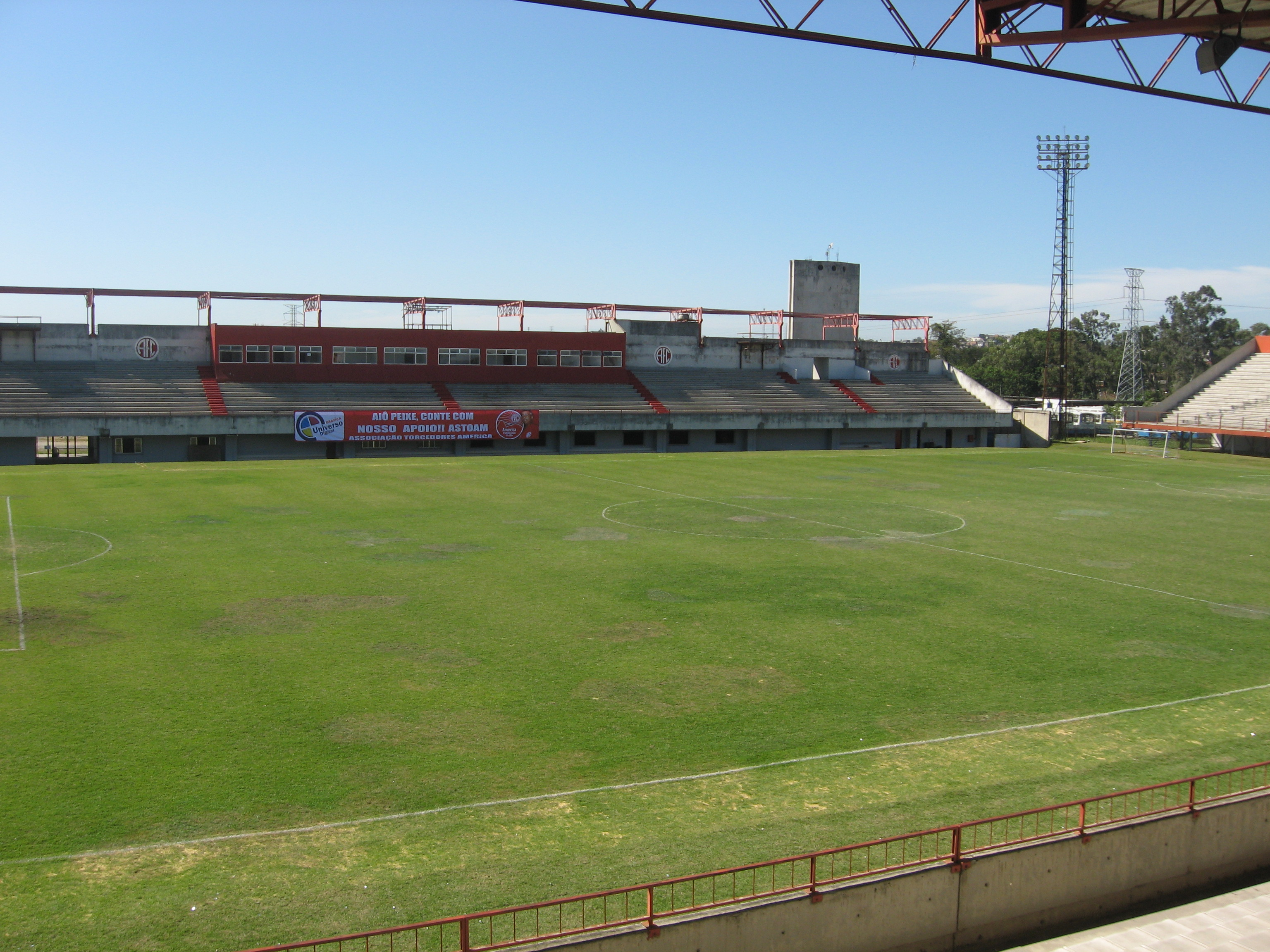
«Естадіо Жуліте Коутінью»

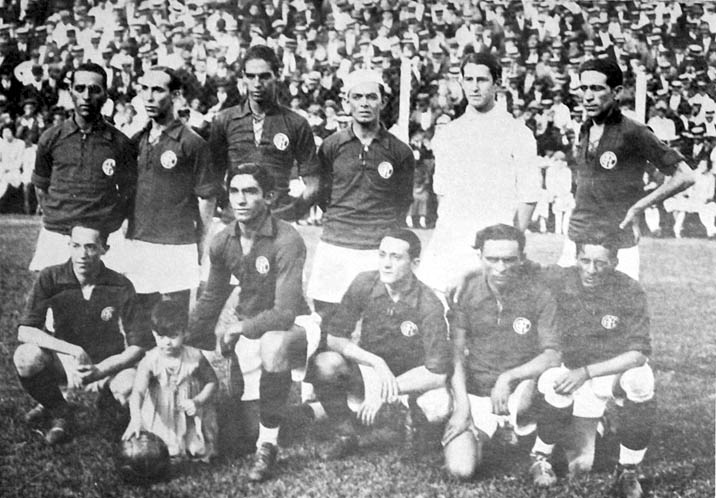
Віце-чемпіони Каріоки в 1929 році

- Міжнародна ліга футболу: (1): 1962

- Турнір чемпіонів (1): 1982

- Чаша Бразилії (Південь) (1): 1961

- Чаша Бразилії (Південний схід) (1): 1961[1]

- Чаша Бразилії (Південний захід) (1): 1961[2]

- Кубок Йодуран (1): 1917

- Кубок чемпіонів Ріо — Сан-Паулу (1): 1935[3]

- Ліга Каріока: (7): 1913, 1916, 1922, 1928, 1931, 1935, 1960

- Ліга Каріока Серія B (3): 2009, 2015, 2018
- Кубок Гуанабара (1): 1974
- Кубок Ріо (1): 1982
- Кубок Корковадо (1): 2017
- Кубок Сантос Дюмон (1): 2019

## Рекорди

### Найбільші перемоги
- «Америка» 11–2 «Ботафого», 3 листопада 1929
- «Америка» 10–1 «Гаддок Лобо», 16 жовтня 1910
- «Америка» 10–2 «Оларія», 24 травня 1947
- «Америка» 9–0 «Бангу», 4 вересня 1910
- «Америка» 9–1 «Американо», 3 травня 1913
- «Америка» 8–0 «Ріо-крикет», 30 травня 1915
- «Америка» 8–0 «Андарай», 19 грудня 1937
- «Америка» 8–1 «Португеза Сантіста», 18 жовтня 1936
- «Америка» 8–1 «Бонсусессо», 25 січня 1938
- «Америка» 8–1 «Серра Макаенсе», 10 квітня 2013

### Найбільші перемоги в Чемпіонаті Бразилії
- «Америка» 6–1 «Міксто», 22 листопада 1979
- «Америка» 5–1 «Колорадо», 30 квітня 1983
- «Америка» 4–0 «Баїя», 8 жовтня 1969
- «Америка» 4–0 «Сан-Паулу», 26 листопада 1969
- «Америка» 4–0 «Ріо-Бранко», 4 березня 1983

### Найбільша кількість глядачів
(в дужках кількість проданих квитків)

«Америка» 4–2 «Бенфіка», 3 липня 1955
на «Маракані» присутні 94 642 вболівальники

- 147 661 — «Америка» 1–4 «Фламенгу», 4 квітня 1956 (139 569)
- 141 689 — «Америка» 0–2 «Флуміненсе», 9 червня 1968 (120 178)
- 121 765 — «Америка» 1–2 «Васко да Гама», 28 січня 1951 (104,775)
- 106 555 — «Америка» 2–0 «Бангу», 31 травня 1970
- 104 532 — «Америка» 1–0 «Фламенгу», 25 квітня 1976
- 102 002 — «Америка» 5–1 «Фламенгу», 1 квітня 1956 (94 516)
- 101 363 — «Америка» 2–1 «Бонсусессо», 25 липня 1973
- 100 635 — «Америка» 2–0 «Флуміненсе», 17 березня 1956 (92 736)
- 98 099 — «Америка» 2–1 «Флуміненсе», 18 грудня 1960
- 97 681 — «Америка» 1–0 «Флуміненсе», 22 вересня 1974
- 96 035 — «Америка» 0–1 «Флуміненсе», 27 квітня 1975
- 94 735 — «Америка» 2–2 Ботафого, 10 серпня 1969
- 94 642 — «Америка» 4–2 «Бенфіка», 3 липня 1955 (87 686)
- 93 393 — «Америка» 1–1 «Фламенгу», 18 травня 1969

### Найбільша кількість глядачів в Чемпіонаті Бразилії
Матчі грали на стадіоні «Маракана»

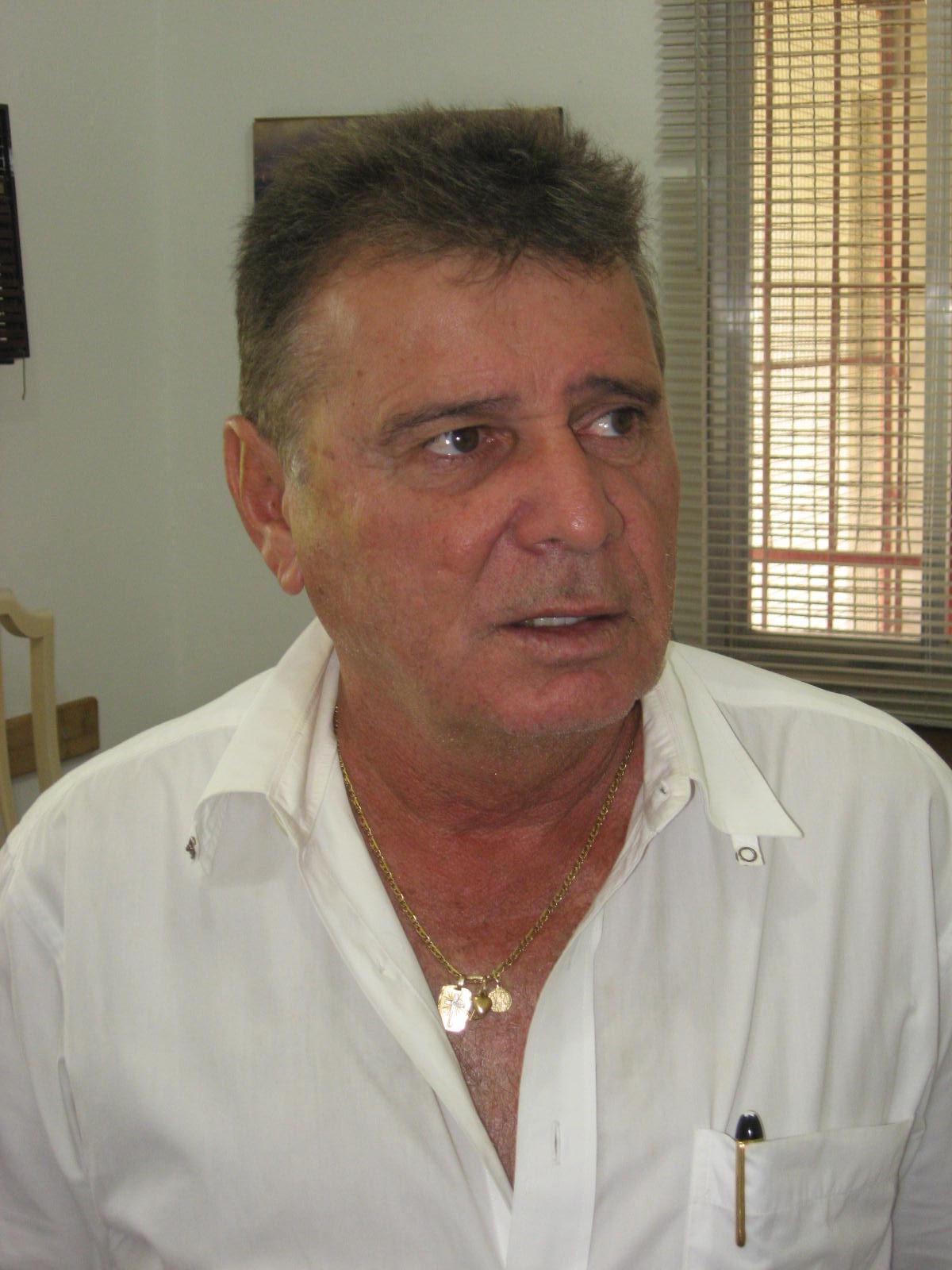
Еду Коїмбра

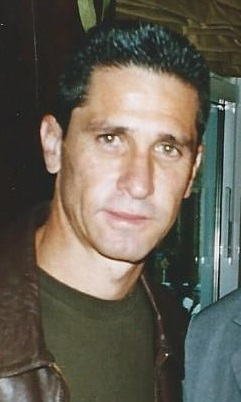
Жоржиньйо в 2005 році

- 55 452 — «Америка» 0–3 «Фламенгу», 8 квітня 1984
- 50 502 — «Америка» 1–1 «Сан-Паулу», 18 лютого 1987
- 48 124 — «Америка» 1–1 «Фламенгу», 6 листопада 1977
- 47 164 — «Америка» 1-3 «Васко да Гама», 27 лютого 1982
- 46 115 — «Америка» 1–3 «Санта-Круз», 8 листопада 1975
- 41 768 — «Америка» 1–0 «Флуміненсе», 30 листопада 1975
- 40 150 — «Америка» 0–1 «Васко да Гама», 23 лютого 1980
- 38 712 — «Америка» 0–1 «Фламенгу», 17 жовтня 1976
- 38 679 — «Америка» 2–1 Ботафого, 26 березня 1983
- 36 580 — «Америка» 0–0 Ботафого, 18 березня 1984

## Найкращі бомбардири
- Луїзіньо — 311
- Еду Коїмбра — 212
- Манеко — 187
- Пласідо Монсорес — 167
- Карола — 158
- Чикінью — 102

## Відомі гравці
- Бататаїш
- Данило Алвін
- Донато
- Еду Коїмбра
- Жілберто
- Жоржиньйо
- Жуніор Баяно
- Карлос Жерману
- Маріньйо Перес
- Маріо Загалло
- Роберт да Сілва Алмейда
- Ромаріу
- Габріель Очоа Урібе
- Фернандо Гвідічеллі
- Хосе Делья Торре